# Přibyslavov
Přibyslavov (německy Zibetschlag) je zaniklá ves v katastrálním území Jenín, které je dnes součástí obce Dolní Dvořiště v okrese Český Krumlov.

## Historie
První písemná zmínka o této vesnici pochází z roku 1379.  Přibyslavov patřil pod farnost Horní Dvořiště. Za první československé republiky byl Přibyslavov osadou obce Horní Kaliště. V roce 1930 zde stálo 9 domů a žilo zde 47 obyvatel. V letech 1938 až 1945 byl Přibyslavov v důsledku uzavření Mnichovské dohody přičleněn k nacistickému Německu. Po 2. světové válce Přibyslavov zanikl.